# 富田薫の朝はのんびり
『小柳有紀の朝はのんびり』（こやなぎゆうきのあさはのんびり）はKBCラジオで2015年10月4日から始まったラジオの生ワイド番組。 2021年3月28日終了。

## 概要
これまで、KBCラジオの日曜の午前中の編成を一新して、新しい3時間の生ワイド番組として再出発。
この番組はパーソナリティを務める富田薫が得意としている「軽妙すぎる」トークを一切排除し、音楽に重点を置いた「爽やかな日曜日を演出」する生ワイド番組で、KBCラジオで日曜の午前中に生放送の番組を編成するのは2013年9月に「スマイルサンデー」が終了して以来2年ぶりとなる。
2016年4月に富田が平日早朝の生ワイド番組「富田薫のアサコレ!」 のパーソナリティを務める事になり、番組を降板。小柳有紀が新パーソナリティとなり、「小柳有紀の朝はのんびり」（こやなぎゆきのあさはのんびり）にタイトルを変更。開始時刻が1時間繰り上がり、8:00 - 12:00の放送となった。
2017年4月からは開始時刻が1時間繰り下がり、9:00 - 12:00の放送となった。
2021年3月に終了したのち、4月からこの枠を担当した富田が9時間半の生放送を務める『KBC Sunday Music Hour』に受け継がれたが、2021年7月23日-8月8日に開催された「東京2020オリンピック」期間中のプロ野球中継休止時は、形式上午前と午後の2部構成に分け、午前を小柳、午後が富田というパターンで臨んだ。2021年10月以後も、このパターンを恒例化する。

## 放送時間
- 日曜 9:00 - 12:00（放送開始 - 2016年3月27日・2016年9月25日 - 2020年3月29日）
- 日曜 8:00 - 12:00（2016年4月3日 - 2016年9月25日）
- 日曜 9:15 - 11:45（2020年4月5日 - 2020年9月27日）
- 日曜 8:30 - 11:45（2020年10月4日 - 2021年3月28日）

## パーソナリティ
- 富田薫（放送開始 - 2016年3月27日）
- 小柳有紀（2016年4月3日 - 2021年3月28日）

## フロート番組
- 8:20 - 8:30頃：徳永玲子の絵本の時間　おはなしマラソン（2016年4月 -）
- 8:40 - 8:50頃：キャイ〜ンの家電ソムリエ（2016年4月 -）
- 10:15 - 10:45頃：長野祐也の政界キーパーソンに聞く・21世紀日本への提言（RFラジオ日本制作）